# غشنيزجان
غشنیزجان (بالإنجليزية: Geshniz Jan)‏ هي قرية تقع في قسم كبوتر سرخ الريفي (مقاطعة تشادغان) في إيران. يقدر عدد سكانها بـ 2,299 نسمة .